# Brunon Herrmann
Brunon Herrmann (ur. 28 grudnia 1949 w Jastarni) – generał brygady Wojska Polskiego.

## Życiorys
Absolwent Technikum Mechanicznego w Gdyni. W latach 1968–1972 był podchorążym Wyższej Szkoły Oficerskiej Wojsk Zmechanizowanych im. Tadeusza Kościuszki we Wrocławiu. Po ukończeniu szkoły pełnił służbę w jednostkach 7 Dywizji Desantowej, gdzie dowodził plutonem, a następnie kompanią desantową, a od 1978 roku był starszym pomocnikiem szefa sztabu 4 Pułku Desantowego w Lęborku. W latach 1978–1981 był słuchaczem Akademii Sztabu Generalnego w Rembertowie. Po ukończeniu akademii i uzyskaniu tytułu oficera dyplomowanego, wrócił do „linii”, na stanowisko szefa sztabu – zastępcy dowódcy 36 Pułku Zmechanizowanego w Trzebiatowie. W latach 1984–1988 dowodził kolejno 41, a następnie 5 Pułkiem Zmechanizowanym w Szczecinie. Od lipca 1988 roku był szefem sztabu – zastępcą dowódcy 8 Dywizji Zmechanizowanej w Koszalinie, a od 1991 roku – komendantem 3 Bazy Materiałowo-Technicznej w Lublinie. Po utworzeniu 3 Dywizji Zmechanizowanej został jej dowódcą.
W 1993 roku Prezydent RP, Lech Wałęsa mianował go na stopień generała brygady. Po ukończeniu w 1994 roku Podyplomowych Studiów Operacyjno-Strategicznych w Akademii Obrony Narodowej ponownie objął dowodzenie dywizją, a po reorganizacji – 3 Brygadą Zmechanizowaną w Lublinie. W styczniu 1996 roku powierzono mu funkcję zastępcy szefa sztabu Krakowskiego Okręgu Wojskowego ds. operacyjnych, a w grudniu 1998 roku – po utworzeniu Korpusu Powietrzno-Zmechanizowanego – został wyznaczony na stanowisko zastępcy szefa sztabu korpusu. Funkcję tę pełnił przez 2 lata. W marcu 2000 roku został szefem Zarządu Planowania Operacyjnego G-5 – zastępcą szefa sztabu Dowództwa Wojsk Lądowych, a w sierpniu 2002 roku powierzono mu funkcję szefa szkolenia Wojsk Lądowych, którą pełnił do października 2003 roku.
13 lutego 2004 roku został oficjalnie pożegnany przez ministra obrony narodowej, Jerzego Szmajdzińskiego w związku z zakończeniem zawodowej służby wojskowej.
Odznaczony Krzyżem Kawalerskim Orderu Odrodzenia Polski (1998).